# Maaya Sakamoto
Maaya Sakamoto (坂本 真綾, Sakamoto Maaya, Tóquio, 31 de março de 1980) é uma atriz, cantora e seiyū (atriz de voz) japonesa. Ela é agenciada pela Fortunerest.

## Carreira

### 1992-1999: estreia,Escaflownee Yoko Kanno
Tendo pais envolvidos na indústria do teatro, Sakamoto sempre estava às voltas com esse trabalho, e pedia para participar. Juntou-se a uma companhia de teatro composta por crianças da comunidade. Sentindo liberdade na atuação, foi pegando gosto pela profissão.
Formada em sociologia pela Universidade de Tóquio, Sakamoto estreou como dubladora em 1992 no anime Little Twins como Chifuru. Ela atua desde criança, quando participava em uma companhia teatral. Começou sua carreira como cantora com quinze anos de idade, lançando seu  single de estreia, Yakusoku wa Iranai, em 14 de abril de 1996 pela gravadora Victor Entertainment. O single foi a abertura do anime Tenkū no Escaflowne, no qual ela também deu voz à protagonista Hitomi Kanzaki, foi com esses trabalhos para o anime que ela começou a ser mais reconhecida pelo público em geral.
Yakusoku wa Iranai marcou o início de uma longa parceria da cantora com a compositora Yoko Kanno, rendendo várias obras para animes e jogos eletrônicos e participações em shows. A parceria rendeu quatro álbuns, duas coletâneas e um mini álbum, encerrando-se em 2005, mas retomada em 2008 com o single Triangler, abertura de Macross Frontier., que ficou em primeiro lugar no ranking da Billboard Japan. Sakamoto e Kanno continuam trabalhando juntas esporadicamente, chegaram até a gravar uma música em português, chamada "Fado".
Sakamoto lançou seu primeiro álbum, Grapefruit, em 1997, contendo cinco canções do anime Escaflowne. Seu segundo álbum, DIVE, ganhou o prêmio de Melhor Álbum Pop do Ano pela Music Magazine. O álbum foi gravado tanto no Reino Unido quanto em Tóquio, e marcou a primeira colaboração da cantora com Tim Jensen, com quem escreveu várias letras em inglês ao longo da carreira.
Sua carreira como atriz de voz se fortaleceu, participando de diversos animes e jogos, além de dublar filmes de outros países. Ela foi, por exemplo, a voz da versão dublada em japonês da personagem Padmé Amidala nos filmes Star Wars: Episódio I – A Ameaça Fantasma, Star Wars: Episódio II – Ataque dos Clones, e Star Wars: Episódio III – A Vingança dos Sith. Ela também atuou nos palcos, tendo feito a personagem Éponine em duas temporadas da peça Les Misérables.
Sakamoto é a voz por trás da terceira abertura do anime Sakura Card Captors, Platinum, em 1999, e voltou a franquia em 2017 com o single Clear, abertura da continuação Cardcaptor Sakura: Clear Card; a música foi escrita por Yoshiki Mizuno, da banda Ikimono-gakari. Por "Platinum", venceu o Heisei Anisong Grand Prix (1989-1999) na categoria Melhor Canção de Ator/Atriz.
Em 1999, lançou sua primeira coletânea, Single Collection + Hotchpotch, com músicas feitas para animes e até lados B de singles de sucesso. No mesmo ano, juntou-se à também atriz e cantora Chieko Higuchi para lançar a dupla musical Whoops!!. Ambas participavam de um programa de rádio chamado Animetopia R. Elas lançaram os singles "Love Love Phantasy" e "Genie", além do álbum P', tudo no mesmo ano. O álbum foi relançado em 2006 com uma nova capa e três faixas bônus a mais.

### 2000-2019: álbuns, DVDs e livros
Em 2000, em nova colaboração com Kanno, participou do álbum Napple Tale Illustrated Guide to the Monsters, trilha sonora do jogo Napple Tale..
Em 2001, lançou o álbum Lucy, onde assume mais a autoria de letras de suas músicas. Duas canções deste álbum foram usadas como abertura e encerramento do anime Earth Girl Arjuna.. No mesmo ano, lançou o mini álbum Easy Listening, com o conceito de ser ouvido casualmente.

Capa do DVD de 03+

Em 2003, lançou sua segunda coletânea, Single Collection + Nikopachi, seguindo a mesma proposta da primeira e com vários singles de sucesso, incluindo duas músicas do anime RahXephon, para o qual também fez a voz de uma personagem. No mesmo ano, lançou o álbum Shounen Alice, onde todas as composições e arranjos foram por Yoko Kanno. Para este álbum, uma canção foi composta para ser inclusa em um curta-metragem chamado 03+ (lê-se zerosan cross), o primeiro filme live action no qual Sakamoto atuou. Ele chegou à 11ª posição na Oricon.
Em 2005, se apresentou em Los Angeles, mesmo ano em que lançou seu primeiro álbum sem Yoko Kanno, Yuunagi Loop, no qual convidou outros produtores como h-wonder, Takashi Hamasaki (ex. Flying Kids), Takeshi Nakatsuka e outros. Futuramente, ela começou a colaborar frequentemente com Yuho Iwasato para canções em japonês e Tim Jensen para as que têm letras em inglês.

Capa do livro Chizu To Tegami To Koi No Uta Sakamoto Maaya Foto & Kashishū

Em 2007, lançou o álbum 30minutes night flight, no qual, em sua edição limitada, incluiu um DVD com o curta-metragem animado Universe, feito pelo Production I.G. Uma canção homônima foi composta para a obra, cujo design visual ficou a cargo de Gekidan Inu Curry pseudônimo de uma dupla de artistas japoneses, que voltaram a trabalhar com Maaya fazendo ilustrações para seu livro Manpuku Ron, lançado em 2015.
No mesmo dia em que lançou este álbum, lançou a coletânea "Chizu to Tegami to Koi no Uta" Yori - Haru de forma digital apenas. Tal lançamento ocorreu, também, em razão de um programa de rádio chamado Chizu to Tegami to Koi no Uta, onde uma "palavra do mês" era escolhida e ouvintes enviavam histórias ao redor desse tema, que era debatido. O programa durou dois anos. Ela teve vários programas ao longo dos anos, como o Vitamin M. Ainda em 2007, como parte dos lançamentos para comemorar a estreia do programa de rádio, lançou o livro Chizu To Tegami To Koi No Uta: Sakamoto Maaya Foto & Kashishū, com letras e fotos relacionados ao tema "primavera" (o "Haru" do título do álbum).
Em 2009, lançou o álbum Kazeyomi, que trouxe as músicas "Triangler" e "Ao no Ether", marcando o retorno de sua parceria com Yoko Kanno. No mesmo ano, lançou seu primeiro show em DVD, chamado Maaya Sakamoto LIVE TOUR 2009 "WE ARE KAZEYOMI!".
Em 2010, Sakamoto fez um show especial no Nippon Budokan como parte das comemorações dos 15 anos de sua carreira. A gravação desse show resultou no DVD/blu-ray Maaya Sakamoto 15th Memorial Live Gift at Budokan. No mesmo dia, seu aniversário, lançou a coletânea everywhere, com trinta canções. O título veio da música homônima, a primeira que a artista, além de escrever a letra, compôs a melodia.
Ainda em 2010, lançou o single "Utsukushii Hito", que além de ter sido o primeiro da cantora lançado apenas de forma digital, foi a música-tema para o Kentoushi Fune Saigen Project, uma colaboração entre o Japão e a China, parte da Expo 2010, onde uma réplica de um navio da Dinastia Tang foi feita. Originalmente, a embarcação levou emissários japoneses para território chinês. Sakamoto apresentou a música ao vivo na cerimônia de partida do navio em Osaka. A música foi incluída no álbum You can't catch me, seu primeiro a alcançar a primeira posição no Oricon Albums Chart, lançado em 2011. No mesmo ano, lançou um livro de fotos chamado Maaya Sakamoto 1st & Last Shashin-shu You can’t catch me Document 2011.3.5-6.15 (坂本真綾 1st&Last 写真集 "You can't catch me" ドキュメント 2011.3.5-6.15). Também lançou o DVD Maaya Sakamoto Live 2011 in the silence, originado a partir dos shows especiais de promoção do álbum conceptual Driving in the Silence. onde cantou não só todas as músicas deste álbum, como também dos álbuns 30minutes night flight e Easy Listening.

Capa do livro 1st & Last Shashin-shu

Em 2012, venceu o 38º Kazuo Kikuta Theater Award por seu trabalho como Jerusha Abbott em Daddy Long Legs - Ashinaga Oji-san. Mesmo ano em que lançou sua terceira "single collection", Single Collection + Mitsubachi, que incluiu a música "Nokoze", composta por Yoko Kanno para o álbum, mesmo ele sendo uma coletânea.
Em 2013, lançou o álbum singer-songwriter, o primeiro onde compôs e escreveu todas as músicas. No mesmo ano, colaborou com a banda The band apart na composição da música "Be mine!", lançada no ano seguinte e usada como abertura do anime Sekai Seifuki ~Bouryaku no Zvezda~. Também participou dos festivais Rock in Japan e Countdown Japan. Ela retornou aos mesmos em outras oportunidades.
Ainda em 2013, fez teste de voz para um novo anime e, ao ser aprovada, descobriu que faria a voz da protagonista Motoko Kusanagi na série Ghost in the Shell: Arise. Ela se surpreendeu por descobrir que as vozes da franquia seriam trocadas, mas encarou o desafio e reprisou o papel em outras ocasiões.
Em 2014, participou do evento Ihatov Anime Festival, onde fez um pequeno show e leituras dos trabalhos de Kenji Miyazawa. No mesmo ano, foi escolhida para fazer a abertura do anime Koufuku Graffiti, chamada "Shiawase ni Tsuite Watashi ga Shitte Iru Itsutsu no Hōhō".

Em 2015, fez um show especial na Saitama Super Arena para comemorar 20 anos de carreira; Yoko Kanno e the band apart participaram da apresentação, que foi lançada em DVD e blu-ray com o nome Maaya Sakamoto 20th Anniversary LIVE “FOLLOW ME”. Para o mesmo intento, lançou o álbum Follow Me Up e o álbum tributo REQUEST, onde vários artistas fizeram covers de músicas da cantora. 

Capa do livro Manpuku Ron

 Lançou, ainda, o livro Manpuku Ron (満腹論 - algo como "teoria da saciedade, em tradução livre), que compila textos da artista publicados na revista Newtype sobre suas experiências com diversas comidas e culinárias que encontrou em viagens pelo mundo, assim como informações sobre sua vida particular. Inclui fotos e receitas. O livro conta com ilustrações de Gekidan Inu Curry.
Em 2016, Sakamoto lançou seu primeiro álbum ao vivo, Live Tour 2015-2016 "Follow Me Up" Final at Nakano Sun Plaza, gravado no último dia da turnê do álbum anterior.
Em 2019, lançou o álbum Kyo dake no ongaku.

### 2020-presente: novos trabalhos e maternidade
Em 2020, lançou a coletânea Single Collection + Achikochi como parte das comemorações de seus 25 anos de carreira.
Em 2021, lançou o álbum Duets, com participações de musicistas admirados por Sakamoto. A participação de h-wonder, que não cantava desde 1998 quando começou a trabalhar como produtor, foi um dos destaques do trabalho. No mesmo ano, escreveu a música "Aishiteru" para o álbum Walküre Reborn!, do grupo Walküre.
Em 2022, participou do álbum 7+, de Tomita Lab.
Em 2023, lançou o álbum Kioku no Toshokan.
Em 2024, lançou a canção "Nina", abertura do anime Hoshifuru Oukoku no Nina. Um videoclipe foi produzido para a canção. O single ainda contém a música "Sekai no Himitsu", composta em parceria com Yumi Uchimura, da banda La la larks e com o sueco Rasmus Faber, com quem Sakamoto já havia colaborado antes em outros projetos. Além do lançamento digital, a obra foi lançado em CD, tendo até uma edição limitada com um blu-ray com três músicas de uma apresentação ao vivo da cantora no Kyoto Music Expo 2023.

## Vida pessoal
Em 8 de agosto de 2011 se casou com o também seiyū Kenichi Suzumura. Em dezembro de 2022 ela anunciou que estava grávida de seu primeiro filho, que nasceu em meados de abril de 2023.

## Discografia

### Álbuns
| Lançamento             | Título                                                       | em japonês                                                | observações                            | Posição na Oricon | Posição na Billboard Japan |
| ---------------------- | ------------------------------------------------------------ | --------------------------------------------------------- | -------------------------------------- | ----------------- | -------------------------- |
| 23 de abril de 1997    | Grapefruit                                                   | グレープフルーツ                                          |                                        | -                 | -                          |
| 14 de dezembro de 1998 | DIVE                                                         |                                                           |                                        | 44ª               | -                          |
| 16 de julho de 1999    | P'                                                           |                                                           | álbum do Whoops!!                      | -                 | -                          |
| 16 de dezembro de 1999 | Single Collection + Hotchpotch                               | シングルコレクション プラス ハチポチ                      | Coletânea                              | 14ª               | -                          |
| 28 de março de 2001    | Lucy                                                         |                                                           |                                        | 16ª               | -                          |
| 8 de agosto de 2001    | Easy Listening                                               | イージーリスニング                                        | mini-álbum                             | 12ª               | -                          |
| 30 de julho de 2003    | Single Collection + Nikopachi                                | シングルコレクション＋ ニコパチ                           | Coletânea                              | 3ª                | -                          |
| 10 de dezembro de 2003 | Shounen Alice                                                | 少年アリス                                                |                                        | 8ª                | -                          |
| 26 de outubro de 2005  | Yuunagi Loop                                                 | 夕凪LOOP                                                  |                                        | 8ª                | -                          |
| 21 de março de 2007    | 30minutes night flight                                       |                                                           | mini-álbum                             | 12ª               | -                          |
| 21 de março de 2007    | "Chizu to Tegami to Koi no Uta" Yori - Haru                  | 地図と手紙と恋のうた」 より-春                            | Coletânea (apenas digital)             | -                 | -                          |
| 14 de janeiro de 2009  | Kazeyomi                                                     | かぜよみ                                                  | 8ª posição na Tower Records            | 3ª                | 5ª                         |
| 31 de março de 2010    | everywhere                                                   |                                                           | Coletânea 5ª posição na Tower Records  | 3ª                | 4ª                         |
| 12 de janeiro de 2011  | You can't catch me                                           |                                                           | 2ª posição na Tower Records            | 1ª                | 1ª                         |
| 9 de novembro de 2011  | Driving in the Silence                                       |                                                           | mini-álbum 8ª posição na Tower Records | 3ª                | 3ª                         |
| 14 de novembro de 2012 | Single Collection + Mitsubachi                               | シングルコレクション+ミツバチ                             | Coletânea                              | 9ª                | 7ª                         |
| 27 de março de 2013    | singer-songwriter                                            |                                                           | 9ª posição na Tower Records            | 6ª                | 4ª                         |
| 22 de abril de 2015    | REQUEST                                                      |                                                           | Coletânea                              | 13ª               | 16ª                        |
| 30 de setembro de 2015 | Follow Me Up                                                 |                                                           | 10ª posição na Tower Records           | 4ª                | Hot 100: 6ª Vendas: 3ª     |
| 27 de julho de 2016    | Live Tour 2015-2016 "Follow Me Up" Final at Nakano Sun Plaza | LIVE TOUR 2015-2016 “FOLLOW ME UP”FINAL at 中野サンプラザ |                                        | 12ª               | Hot 100: 14ª Vendas: 10ª   |
| 27 de novembro de 2019 | Kyo dake no ongaku                                           | 今日だけの音楽                                            |                                        | 11ª               | Hot 100: 13ª Vendas: 9ª    |
| 15 de julho de 2020    | Single Collection + Achikochi                                | シングルコレクション+ アチコチ                            | Coletânea 6ª posição na Tower Records  | 5ª                | Hot 100: 4ª Vendas: 4ª     |
| 17 de março de 2021    | Duets                                                        |                                                           | mini-álbum 7ª posição na Tower Records | 14ª               | Hot 100: 12ª Vendas: 12ª   |
| 31 de maio de 2023     | Kioku no Toshokan                                            | 記憶の図書館                                              |                                        | 7ª                | Hot 100: 7ª Vendas: 6ª     |

### Singles
| Lançamento              | Título                                                     | em japonês                               | Nota | Posição na Oricon | Posição na Billboard Japan                     |
| ----------------------- | ---------------------------------------------------------- | ---------------------------------------- | --- | ----------------- | ---------------------------------------------- |
| 24 de abril de 1996     | Yakusoku wa Iranai                                         | 約束はいらない                           | Abertura do anime Tenkū no Escaflowne | 44ª               | -                                              |
| 22 de setembro de 1997  | Gift                                                       |                                          | Encerramento do anime CLAMP School Detectives. | -                 | -                                              |
| 22 de abril de 1998     | Kiseki no Umi                                              | 奇跡の海                                 | Abertura do anime The Record of Lodoss War | 43ª               | -                                              |
| 24 de Novembro de 1998  | Hashiru                                                    | 走る                                     | | -                 | -                                              |
| 21 de outubro de 1999   | Platinum                                                   | プラチナ                                 | Terceira abertura e o encerramento do último episódio do anime Cardcaptor Sakura.                                                                              | 21ª               | -                                              |
| 3 de novembro de 1999   | Yoake no Kaze Kikinagara                                   | 夜明けの風ききながら                     | Abertura de Omishi Mahou Gekijou: Risky & Safety, single em conjunto com a cantora Rie Iwatsubo                                                                | -                 | -                                              |
| 21 de junho de 2000     | Yubiwa                                                     | 指輪                                     | Encerramento de Escaflowne: The Movie. | 30ª               | -                                              |
| 23 de agosto de 2000    | Shippo no Uta                                              | しっぽのうた                             | Tema do game Napple Tale | 39ª               | -                                              |
| 16 de dezembro de 2000  | Mameshiba                                                  | マメシバ                                 | Encerramento do anime Earth Girl Arjuna. | 47ª               | -                                              |
| 21 de fevereiro de 2002 | Hemisphere                                                 | ヘミソフィア                             | Abertura do anime RahXephon. | 22ª               | -                                              |
| 21 de fevereiro de 2002 | Gravity                                                    |                                          | Encerramento do anime Wolf's Rain | 23ª               | -                                              |
| 2 de abril de 2003      | Tune the Rainbow                                           |                                          | Encerramento do RahXephon:Pluralitas Concentio. | 9ª                | -                                              |
| 10 de maio de 2005      | Loop                                                       | ループ                                   | Primeiro encerramento do anime Tsubasa Chronicle. | 7ª                | -                                              |
| 14 de junho de 2006     | Kazemachi Jet / Spica                                      | 風待ちジェット/スピカ                    | Segundo encerramento do anime Tsubasa Chronicle. | 14ª               | -                                              |
| 21 de novembro de 2007  | Saigo no Kajitsu / Mitsubachi to Kagakusha                 | さいごの果実 / ミツバチと科学者          | Encerramento do OVA Tsubasa Tokyo Revelations. | 19ª               | -                                              |
| 23 de abril de 2008     | Triangler                                                  | トライアングラー                         | Abertura do anime Macross Frontier. | 3ª                | Vendas: 1ª Hot 100: 5ª                         |
| 29 de outubro de 2008   | Ame ga Furu                                                | 雨が降る                                 | Encerramento do anime Kurogane no Linebarrels | 9ª                | Vendas: 10ª Hot 100: 34ª                       |
| 11 de novembro de 2009  | Magic Number                                               | マジックナンバー                         | Abertura do anime Kobato. | 12ª               | Vendas: 12ª Hot 100: 36ª                       |
| 12 de julho de 2010     | Utsukushii Hito                                            | 美しい人                                 | Primeiro single digital. Foi usado como canção tema para o Kentoushi Fune Saige Project, uma colaboração entre o Japão e China.                                | -                 | -                                              |
| 20 de Outubro de 2010   | Down Town / Yasashisa ni Tsustumareta Nara                 | DOWN TOWN / やさしさに包まれたなら       | Abertura do anime Soredemo Machi wa Mawatteiru e Abertura do OVA Tamayura                                                                                      | 5ª                | Vendas: 9ª Hot 100: 16ª                        |
| 19 de Outubro de 2011   | Buddy                                                      |                                          | Abertura do anime Last Exile | 10ª               | Vendas: 8ª Hot 100: 18ª                        |
| 26 de Outubro de 2011   | Okaerinasai                                                | おかえりなさい                           | Abertura do anime Tamayura ~hitotose~ | 8ª                | Vendas: 7ª Hot 100: 13ª                        |
| 25 de julho de 2012     | More than Words                                            | モアザンワーズ                           | Tema do anime Code Geass: Bokuto no Akito | 16ª               | Vendas: 14ª Hot 100: 25ª                       |
| 31 de julho de 2013     | Hajimari no Umi                                            | はじまりの海                             | Abertura do anime Tamayura: More Aggressive | 19ª               | Vendas: 13ª Hot 100: 22ª                       |
| 30 de outubro de 2013   | Secrear                                                    | セクレアール                             | Tema do jogo Monster Hunter Frontier G | -                 | -                                              |
| 5 de fevereiro de 2014  | SAVED. / Be mine!                                          |                                          | "SAVED." é o encerramento do anime Inari, Konkon, Koi Iroha.. "Be mine!" é a abertura do anime Sekai Seifuku ~Bouryaku no Zvezda~.                             | 7ª                | Vendas: 5ª Hot 100: 18ª (SAVED) 22ª (Be mine!) |
| 20 de agosto de 2014    | Replica                                                    | レプリカ                                 | Abertura do anime M3: Sono Kuroki Hagane | 17ª               | Vendas: 16ª Hot 100: 24ª                       |
| 28 de janeiro de 2015   | Shiawase ni Tsuite Watashi ga Shitte Iru Itsutsu no Houhou | 幸せについて私が知っている5つの方法/色彩 | Abertura do anime Koufuku Graffiti | 9ª                | Vendas: 7ª Hot 100: 16ª                        |
| 1 de abril de 2015      | Kore Kara                                                  | これから                                 | Tema do anime Tamayura: Sotsugyō Shashin | -                 | Hot Animation: 20ª                             |
| 17 de junho de 2015     | Anata wo Tamotsu Mono/Mada Ugoku                           | あなたを保つもの/まだうごく              | "Anata wo Tamotsu Mono" é abertura do anime Ghost in the Shell: Arise – Alternative Architecture "Mada Ugoku" é tema de Kōkaku Kidōtai: Shin Gekijōban         | 18ª               | Vendas: 16ª Hot 100: 46ª                       |
| 27 de julho de 2016     | Million Clouds                                             |                                          | Abertura do anime Amanchu! | 24ª               | Vendas: 26ª Hot 100: 35ª                       |
| 31 de janeiro de 2018   | Clear                                                      |                                          | Abertura de Cardcaptor Sakura: Clear Card | 13ª               | Vendas: 12ª Hot 100: 8ª                        |
| 23 de maio de 2018      | Hello, Hello                                               | ハロー、ハロー                           | Abertura de Amanchu! ~Advance~ | 15ª               | Vendas: 18ª Hot 100: 43ª                       |
| 25 de julho de 2018     | Gyakkou                                                    | 逆光                                     | "Gyakkou" é a abertura do jogo Fate/Grand Order "Kuuhaku" é a música tema do jogo Fate/Grand Order Arcade                                                      | 4ª                | Vendas: 6ª Hot 100: 4ª                         |
| 24 de julho de 2019     | Uchuu no Kioku                                             | 宇宙の記憶                               | Abertura de Humanoid Monster BEM | 21ª               | Vendas: 22ª Hot 100: 47ª                       |
| 3 de abril de 2020      | Clover                                                     | クローバー                               | Abertura do anime Arte | -                 | -                                              |
| 9 de dezembro de 2020   | Dokuhaku↔Yakudou                                           | 独白⇔躍動                                | "Yakudo" é tema de Fate/Grand Order: Cosmos in the Lostbelt "Dokuhaku" é tema do anime Fate/Grand Order Shinsei Entaku Ryouiki Camelot 1 - Wandering; Agateram | 6ª                | Vendas: 6ª Hot 100: 31ª                        |
| 25 de maio de 2022      | Sumire/Kotoba ni Dekinai                                   | 菫/言葉にできない                        | "Sumire" é abertura do anime Deaimon "Kotoba ni Dekinai" é encerramento de Honzuki no Gekokujou                                                                | 12ª               | Vendas: 13ª                                    |
| 25 de janeiro de 2023   | Mada Toku ni Iru/un mute                                   | まだ遠くにいる/un_mute                   | "Mada Toku ni Iru" é encerramento do anime Hikari no Ou "un_mute" é encerramento do anime Revenger                                                             | 11ª               | Vendas: 9ª                                     |
| 3 de abril de 2024      | Dakishimete                                                | 抱きしめて                               | Encerramento do anime Hikari no Ou | 12ª               | Vendas: 14ª                                    |
| 6 de novembro de 2024   | nina                                                       |                                          | Abertura do anime Hoshi Furu Oukoku no Nina | 11ª               | Vendas: 11ª                                    |

## Papéis em dublagem
- Hitomi Kanzaki, em Tenkū no Escaflowne[5]
- Lunamaria Hawke, em Mobile Suit Gundam SEED Destiny[5]
- Fujioka Haruhi, em Colégio Ouran Host Club[5]
- Tédio, em Divertida Mente 2[191]
- Padmé Amidala, na trilogia prequel de Star Wars[15]
- Ling Xiaoyu, em Tekken: Blood Vengeance[192]
- Layla Markal, em Code Geass: Bokuto no Akito[193]
- Motoko Kusanagi, em Ghost in the Shell: Arise[194]
- Dorothy, em A Lenda de Oz[195]
- Farangis, em Arslan Senki[196]
- Daniels, em Alien: Covenant[197]
- Kisaragi Honey, em Cutie Honey Universe[198]
- Samantha, em Jogador Nº1[199]
- Artemis, em Dungeon ni Deai o Motomeru no wa Machigatteiru Darou ka? ― Orion no ya ―[200]
- Soma Akito, em Fruits Basket[201]
- Haruka Inokuma, em Chihayafuru[202]
- Merlin, em Nanatsu no Taizai[203]
- Tamayo, em Kimetsu no Yaiba[204]
- Mari Illustrious Makinami, em Rebuild of Evangelion[204]
- Shiro, em Kamiarizuki no Kodomo[204]
- Izumi, em Ultraman (anime da Netflix)[205]
- Jane, em Thor: Amor e Trovão[206]
- Haruko Akagi, em The First Slam Dunk[207]
- François, em Dr. Stone[208]
- Mary, em Peter Pan & Wendy[209]
- Pandora, em Os Cavaleiros do Zodíaco: A Saga de Hades[210]
- Atena anterior, em Saint Seiya: The Lost Canvas[211]
- Helena, em Indiana Jones and the Dial of Destiny[212]
- Barbie Ganhadora do Prêmio Nobel, em Barbie[213]
- Ciel Phantomhive, em Kuroshitsuji[214]
- Alicent, em House of the Dragon[215]
- Lydia, em Beetlejuice Beetlejuice[216]
- Kiyomi Takada, em Death Note[217]
- Rohfa, em D.Gray-man[218]
- Aerith, em Final Fantasy VII Rebirth[219]
- Machi Tatsumasa, em Blade of the Immortal[211]
- Crona, em Soul Eater[211]
- Matsuri, em Naruto[211]
- Tomoyo, em Tsubasa Chronicle[211]
- Reika Mishima, em RahXephon[211]
- Karin Junlei, em Medabots[211]

## Prêmios
| Ano  | Premiação                             | Categoria                   | Papel/Obra                                           | Resultado | Fonte   |
| ---- | ------------------------------------- | --------------------------- | ---------------------------------------------------- | --------- | ------- |
| 1998 | Music Magazine                        | Melhor Álbum Pop do Ano     | DIVE                                                 | Venceu    | [ 13 ]  |
| 2012 | Kazuo Kikuta Theater Award            | Prêmio do Teatro            | Jerusha Abbott em Daddy Long Legs - Ashinaga Oji-san | Venceu    | [ 49 ]  |
| 2018 | ANiUTa AWARD                          | Ranking de Single           | Gyakkou, de Fate/Grand Order                         | Venceu    | [ 220 ] |
| 2018 | ANiUTa AWARD                          | Melhor Artista Solo         | Gyakkou, de Fate/Grand Order                         | Venceu    | [ 220 ] |
| 2019 | Heisei Anisong Grand Prix (1989-1999) | Melhor Canção de Ator/Atriz | "Platinum", de Sakura Card Captor                    | Venceu    | [ 18 ]  |